# Nedorazumenija
Nedorazumenija (in russo Остров Недоразумения?; in italiano "isola degli equivoci") è un'isola russa che si trova nella parte occidentale della baia del Tauj (Тауйская губа), nel Mare di Ochotsk, nell'Estremo Oriente russo. Amministrativamente appartiene all'Oblast' di Magadan.

## Geografia
Nedorazumenija è situata 20 km a ovest della città di Magadan e a 3 km dalla costa; è di forma pressoché triangolare, misura 3,5 km di lunghezza e ha una larghezza massima di circa 2 km.
8-9000 anni fa era parte della terraferma. L'isola è montuosa, con pendii rocciosi, vista dal mare si fonde con la topografia della costa continentale, per questa ragione non è stata rilevata dalla spedizione idrografica degli anni 1917-19 e non inserita nelle mappe. L'errore è stato poi notato e corretto. È a questo malinteso che l'isola deve il suo nome.
Nel 1961, una squadra archeologica ha scoperto sull'isola un sito neolitico.